# Столкновение над Мату-Гросу
Столкновение над Мату-Гросу — крупная авиационная катастрофа, произошедшая в пятницу 29 сентября 2006 года. В небе над Мату-Гросу столкнулись авиалайнер Boeing 737-8EH авиакомпании Gol Transportes Aéreos (рейс GLO 1907 Манаус—Бразилиа—Рио-де-Жанейро) и частный самолёт Embraer EMB-135BJ Legacy 600 авиакомпании ExcelAire (чартерный рейс Сан-Жозе-дус-Кампус—Манаус—Форт-Лодердейл—Ронконкома). Рейс GLO 1907 рухнул в Дождевых лесах Амазонии, разрушившись в воздухе на несколько частей, а борт N600XL совершил вынужденную посадку в аэропорту Сьерра-ди-Качимбу; у самолёта оказалось серьёзно повреждено левое крыло. Погибли все находившиеся на борту Boeing 737 154 человека (148 пассажиров и 6 членов экипажа), а все находившиеся на борту Embraer Legacy 600 7 человек (5 пассажиров и 2 пилота) не пострадали.
Катастрофа рейса 1907 вызвала кризис в гражданской авиации Бразилии и являлась самой крупной в истории страны до катастрофы A320 в Сан-Паулу (199 погибших), превзойдя катастрофу Boeing 727 под Форталезой (137 погибших).
Также катастрофа рейса 1907 стала первой в истории семейства Boeing 737 Next Generation. Являлась самой крупной в истории самолёта Boeing 737 до катастрофы возле Джакарты в 2018 году (189 погибших).

## Сведения о самолётах

### Boeing 737
Boeing 737-8EH (регистрационный номер PR-GTD, заводской 34653, серийный 2039) был выпущен в 2006 году (первый полёт совершил 22 августа под тестовым б/н N1786B). 11 сентября того же года был передан бразильской авиакомпании Gol Transportes Aéreos для использования на рейсах средней протяжённости и с большей пассажировместимостью. Оснащён двумя двухконтурными турбовентиляторными двигателями CFM International CFM56-7B26. На день катастрофы совершил 162 цикла «взлёт-посадка» и налетал 202 часа.
Самолётом управлял опытный экипаж, состав которого был таким:
- Командир воздушного судна (КВС) — 44-летний Десиу Шавеш-младший (порт. Decio Chaves, Jr.). Очень опытный пилот, проработал в авиакомпании Gol Transportes Aéreos 5 лет (с 2001 года), также был в ней пилотом-инструктором на самолётах Boeing 737. Налетал 15 498 часов, 13 521 из них на Boeing 737.
- Второй пилот — 29-летний Тьягу Жордан Крузо (порт. Thiago Jordão Cruso). Опытный пилот, проработал в авиакомпании Gol Transportes Aéreos 7 лет (с 1999 года). Налетал 3981 час, 3081 из них на Boeing 737.

В салоне самолёта работали четверо бортпроводников:
- Рената Соуза Фернандес (порт. Renata Souza Fernandes),
- Сандра Да Силва Мартинс (порт. Sandra Da Silva Martins),
- Нерисван Даксон Кануто Да Силва (порт. Nerisvan Dackson Canuto Da Silva),
- Родриго Де Паула Лима (порт. Rodrigo De Paula Lima).

| Гражданство | Пассажиры | Экипаж | Всего |
| ----------- | --------- | ------ | ----- |
| Бразилия    | 105       | 6      | 111   |
| Аргентина   | 10        | 0      | 10    |
| США         | 6         | 0      | 6     |
| Мексика     | 5         | 0      | 5     |
| Франция     | 4         | 0      | 4     |
| Венесуэла   | 4         | 0      | 4     |
| Австралия   | 3         | 0      | 3     |
| Канада      | 3         | 0      | 3     |
| Колумбия    | 3         | 0      | 3     |
| Португалия  | 2         | 0      | 2     |
| ЮАР         | 2         | 0      | 2     |
| Япония      | 1         | 0      | 1     |
| Всего       | 148       | 6      | 154   |

Всего на борту самолёта находились 154 человека — 148 пассажиров и 6 членов экипажа.

### Embraer Legacy 600
Embraer EMB-135BJ Legacy 600 (регистрационный номер N600XL, заводской 14500, серийный 965) был выпущен компанией «Embraer» по заказу «ExcelAire Service Inc.» (Нью-Йорк) в сентябре 2006 года (под тестовым б/н PT-SFN). 28 сентября того же года был приобретён чартерной авиакомпанией ExcelAire. Оснащён двумя двухконтурными турбовентиляторными двигателями Allison AE3007A1P. На день столкновения с рейсом GLO 1907 совершил 11 циклов «взлёт-посадка» и налетал 19 часов.
Экипаж борта N600XL состоял из двух пилотов:
- Командир воздушного судна (КВС) — 42-летний Джозеф Лепор (англ. Joseph Lepore). Работал коммерческим пилотом на протяжении более 20 лет. Налетал 9388 часов, 5 часов 35 минут из них на Embraer Legacy 600.
- Второй пилот — 34-летний Ян П. Паладино (англ. Jan P. Paladino). В качестве второго пилота управлял самолётами McDonnell Douglas MD-80 (MD-82 и MD-83) и Boeing 737-800, выполняя рейсы между США и Канадой. Был коммерческим пилотом в течение 10 лет. Налетал свыше 6400 часов (317 из них в качестве КВС Embraer ERJ 145 в авиакомпании American Eagle Airlines), 3 часа 30 минут из них на Embraer Legacy 600 (также имел опыт управления этим самолётом в качестве КВС)[14][15].

| Гражданство | Пассажиры | Экипаж | Всего |
| ----------- | --------- | ------ | ----- |
| США         | 3         | 2      | 5     |
| Бразилия    | 2         | 0      | 2     |
| Всего       | 5         | 2      | 7     |

## Хронология событий

### Предшествующие обстоятельства

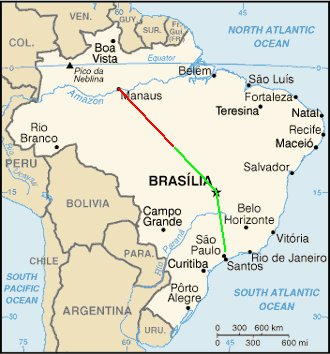
Траектории полётов обоих самолётов до столкновения
Рейс GLO 1907
Борт N600XL

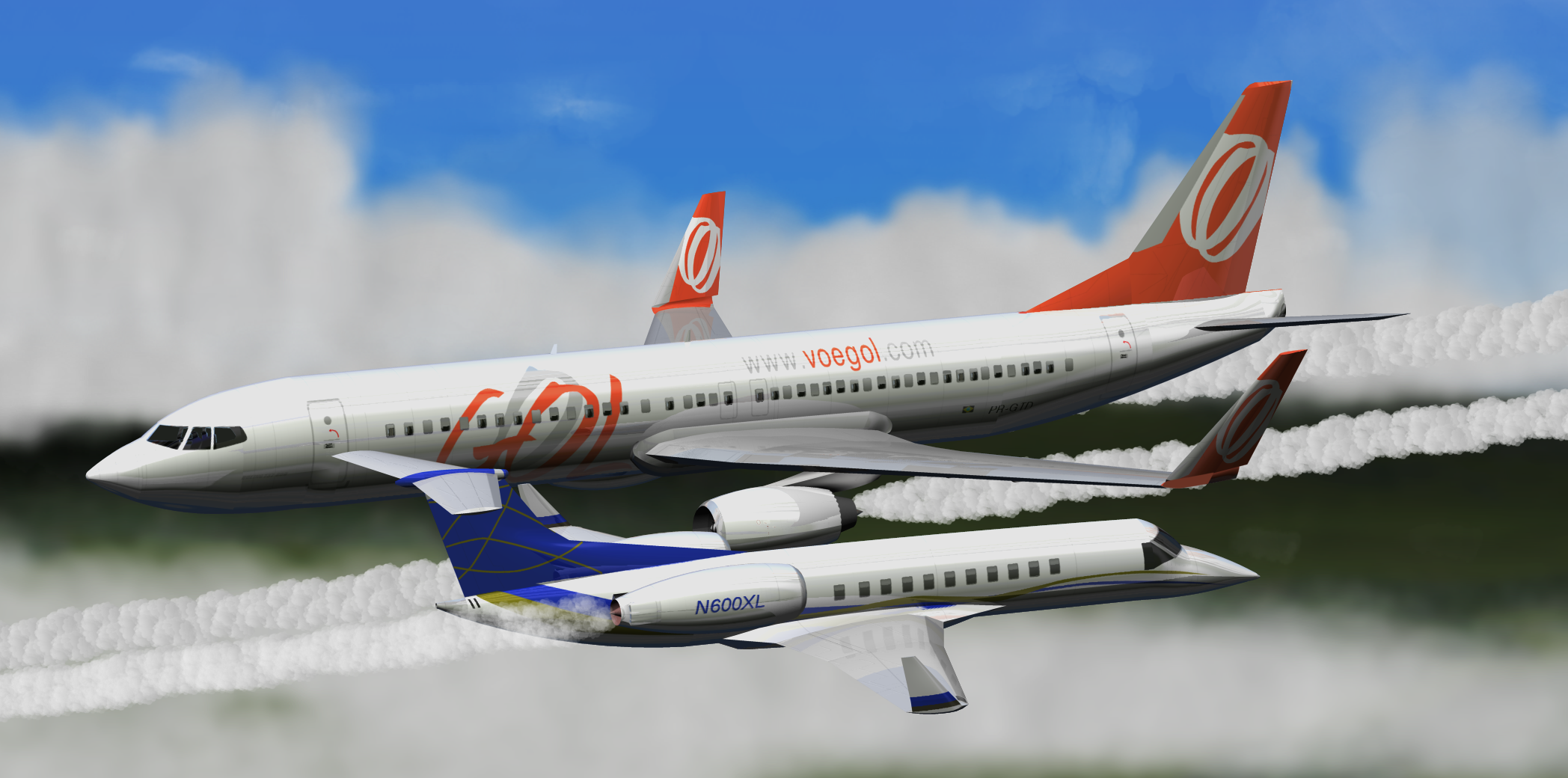
Компьютерная реконструкция столкновения

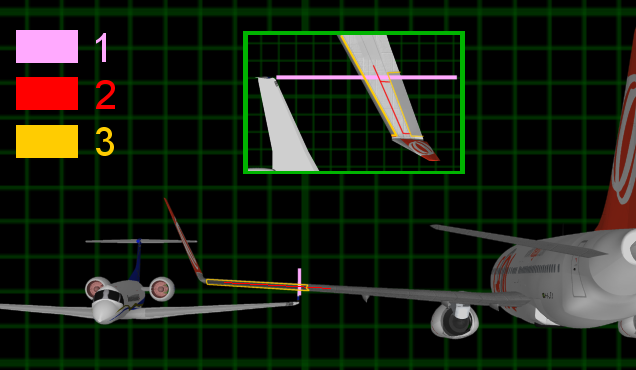
Положение самолётов в момент столкновения

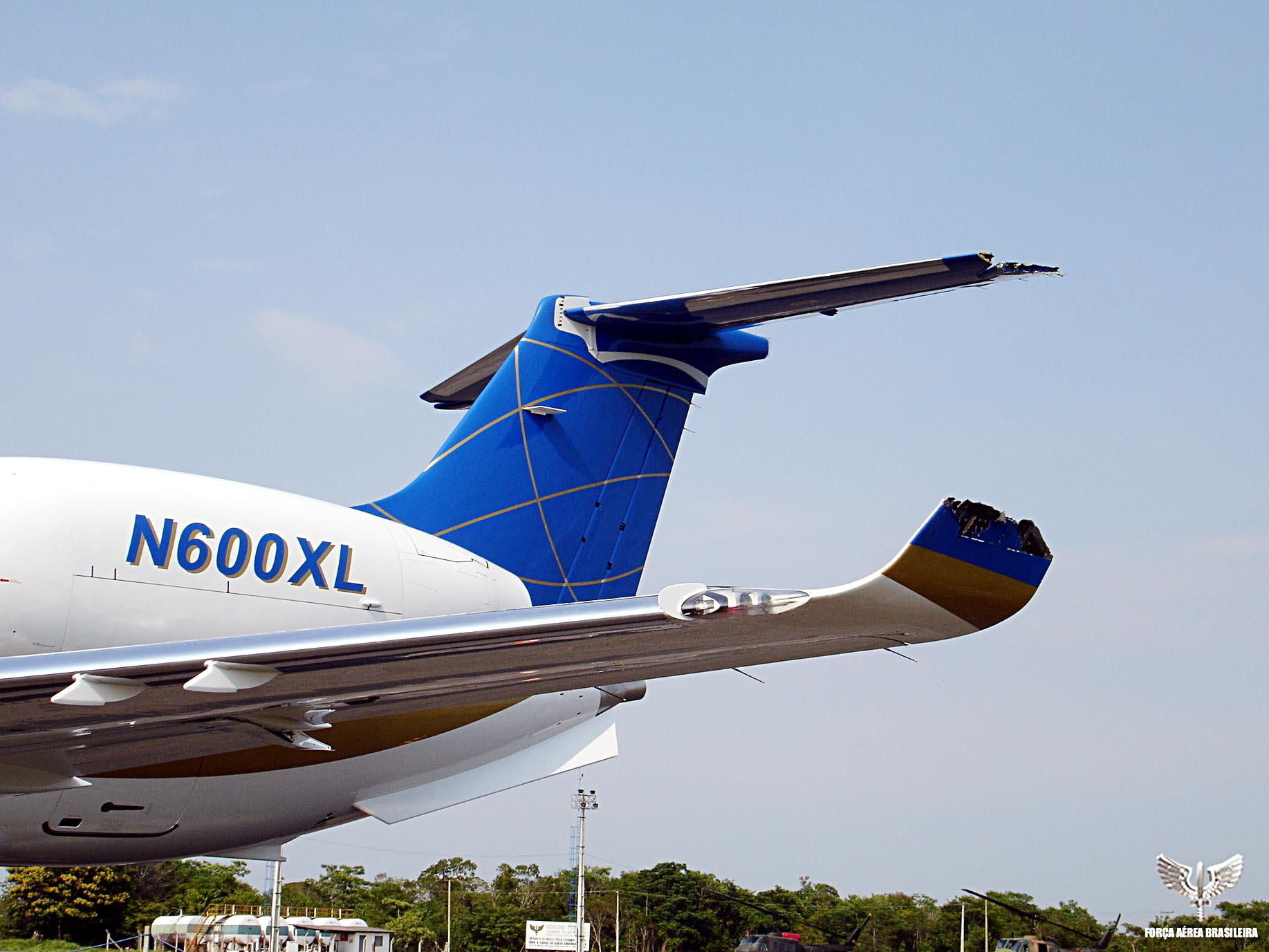
Повреждения левого крыла борта N600XL

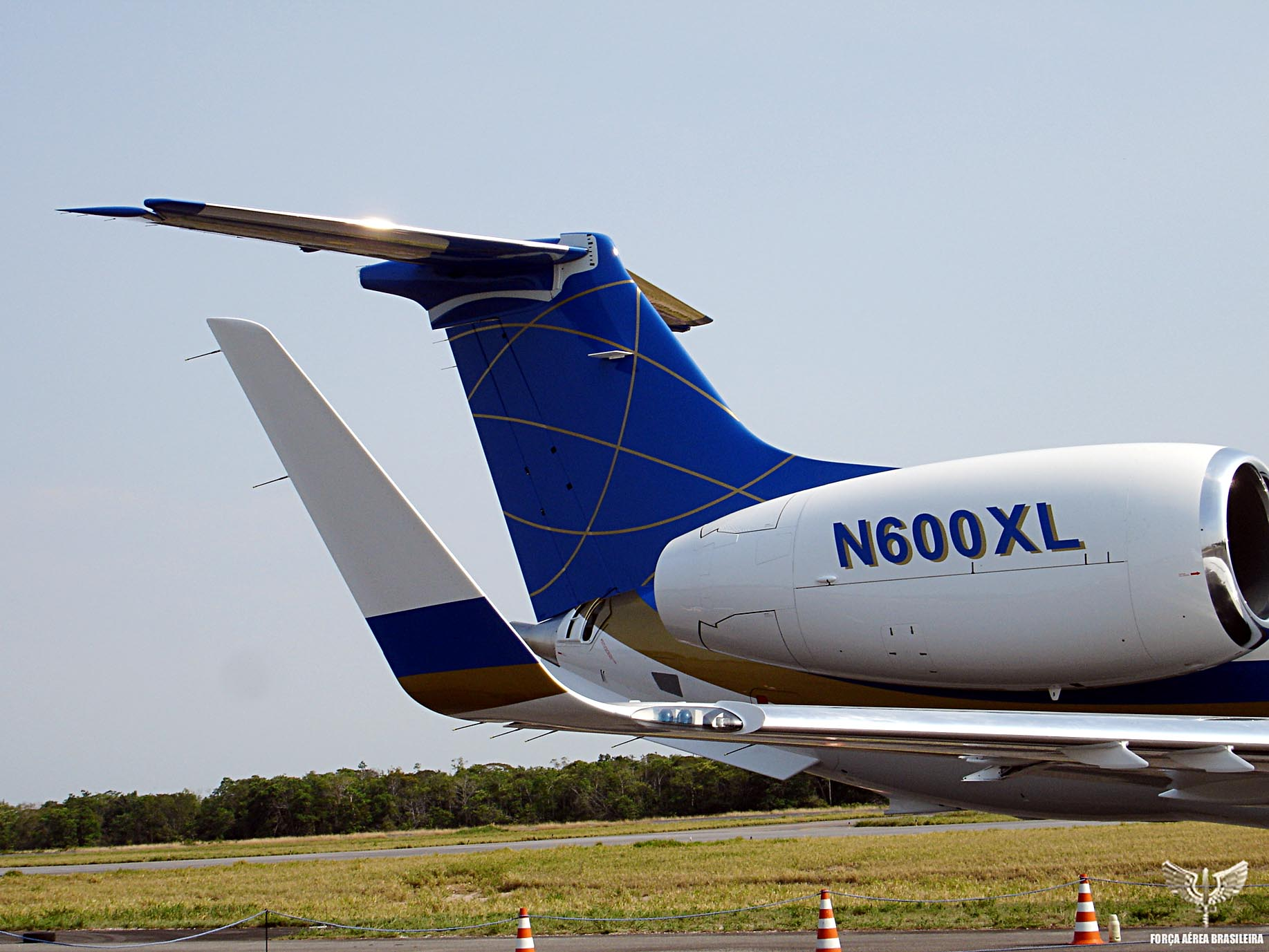
Неповреждённое правое крыло борта N600XL

Рейс GLO 1907 вылетел из Манауса в 15:35 BRST и взял курс на Бразилиа.
Борт N600XL вылетел из аэропорта Сан-Жозе-дус-Кампус (рядом с Сан-Паулу) в 14:51 BRST и должен был приземлиться в аэропорту Манауса, что являлось плановой остановкой в пути до США (до Форт-Лодердейла и Ронконкомы).
На его борту находилось 5 пассажиров — 2 сотрудника компании «Embraer», 2 руководителя авиакомпании ExcelAire и корреспондент газеты «The New York Times» Джо Шарки (англ. Joe Sharkey), который писал специальный репортаж о деловых путешествиях.

### Столкновение
В 16:57 BRST рейс GLO 1907 и борт N600XL столкнулись плоскостями на встречных курсах на эшелоне FL370 (11 278 метров) примерно на полпути между Бразилиа и Манаусом, недалеко от города Матупа и в 750 километрах к юго-востоку от Манауса.
В результате столкновения рейс GLO 1907 потерял почти половину левого крыла и это привело к неконтролируемому вращению, которое повлекло за собой полное разрушение самолёта в воздухе и падение его обломков в лесах Амазонии в 200 километрах восточнее муниципалитета Пейшоту-ди-Азеведу. Все 154 человека на его борту погибли, самолёт полностью разрушился, причём его обломки были разбросаны на большом расстоянии от места катастрофы.
Борт N600XL, несмотря на потерю части левого крыла, смог продолжить полёт, хотя отключился автопилот и требовалось значительное усилие пилотов, чтобы удерживать самолёт от самопроизвольного крена влево.
Рейс PO71 авиакомпании Polar Air Cargo (грузовой Boeing 747-46NF борт N453PA), находившийся в том же районе, ретранслировал сообщения экипажа борта N600XL, и с его помощью повреждённый самолёт благополучно приземлился в аэропорту города Сберра-ди-Качимбу (часть Кампу де Пруваш Бригадейру Велосу), большой военной базы ВВС Бразилии, находившейся примерно в 160 километрах от места столкновения.
Пассажир и журналист Джо Шарки так описал свои впечатления от полёта на борту самолёта N600XL в статье для «The New York Times» под названием «Colliding With Death at 37,000 Feet, and Living», вышедшей 1 октября 2006 года:

Это был хороший полёт, за несколько минут до столкновения я зашёл в кабину, чтобы пообщаться с пилотами, и они сказали, что самолёт летит красиво. Я видел показания приборов, которые показывали нашу высоту: 11 300 метров. Я вернулся на своё место. Через несколько минут произошёл удар (была срезана часть крыла самолёта, как мы позже узнали).
Оригинальный текст (англ.)And it had been a nice ride. Minutes before we were hit, I had wandered up to the cockpit to chat with the pilots, who said the plane was flying beautifully. I saw the readout that showed our altitude: 37,000 feet. I returned to my seat. Minutes later came the strike (it sheared off part of the plane's tail, too, we later learned).

### Поисково-спасательная операция
После того, как рейс GLO 1907 исчез с радаров, ВВС Бразилии организовали поисково-спасательную операцию и направили на место катастрофы пять самолётов и три вертолёта. В поисково-спасательной операции участвовали более 200 человек, среди которых была группа жителей, хорошо знакомая с окрестностями местных джунглей. Обломки авиалайнера были замечены в труднопроходимой лесной местности, что усложнило поиски выживших пассажиров. Изначально администрация Infraero объявила, что в катастрофе выжили пять человек, но впоследствии ВВС Бразилии опровергли эту информацию.
Бортовые самописцы рейса 1907 были найдены 2 октября и переданы для расшифровки Совету по безопасности транспорта Канады (TSBC). 25 октября (после 4 недель интенсивных поисков с помощью металлоискателей) была найдена утерянная (и почти неповреждённая) карта памяти речевого самописца, которая также была передана TSBC для расшифровки.
4 октября 2006 года найденные останки тел погибших были отправлены для опознания родственниками. Команда спасателей работала на месте катастрофы около 7 недель, исследуя джунгли в поисках останков пассажиров и обломков самолёта. 22 ноября 2006 года с помощью анализа ДНК идентифицировали личность последнего найденного погибшего.

### Арест экипажа борта N600XL
Сразу после аварийной посадки в аэропорту Сьерра-ди-Качимбу должностные лица ВВС Бразилии и Агентства по делам гражданской авиации Бразилии задержали и допросили экипаж борта N600XL. Чиновники также изъяли оба бортовых самописца борта N600XL и отправили их в Сан-Жозе-дус-Кампус (Сан-Паулу), а оттуда — в Оттаву (Канада) для расшифровки.
В начале расследования экипаж борта N600XL утверждал, что на момент столкновения они находились на эшелоне FL370, занять который им разрешили службы УВД. Также пилоты отметили, что перед столкновением они потеряли связь с диспетчером, а система TCAS не выдавала никаких сигналов.
Оба пилота борта N600XL оставались в Бразилии до 5 декабря 2006 года, после чего федеральный судья разрешил пилотам вернуться в США до запланированной даты судебного разбирательства. Пилоты подписали документы, обязавшие их вернуться в Бразилию, когда этого потребуют бразильские власти, получили обратно паспорта и вернулись в США.

## Расследование
Расследование причин столкновения над Мату-Гросу проводили бразильский Национальный комитет по расследованию авиационных инцидентов (CENIPA) и американский Национальный совет по безопасности на транспорте (NTSB).
После того, как были получены и расшифрованы бортовые самописцы, следователи допросили экипаж борта N600XL и авиадиспетчеров, чтобы сопоставить факты и определить причины столкновения самолётов. На допросе пилоты борта N600XL утверждали, что эшелон FL370, на котором произошло столкновение, им разрешили занять службы УВД. Прослушивание радиозаписи переговоров экипажа борта N600XL и авиадиспетчеров подтвердило, что пилоты точно выполняли все указания служб УВД и не совершали незапланированных манёвров, но перед столкновением в кабине экипажа борта N600XL по неизвестным причинам не сработал сигнал системы TCAS.
Рейс GLO 1907 до столкновения следовал на эшелоне FL370, который его пилотам также разрешили занять службы УВД и авиадиспетчеры не предпринимали никаких попыток предупредить их о втором приближающемся самолёте.

### Окончательные отчёты расследования
Окончательные отчёты расследования CENIPA и NTSB были опубликованы 10 декабря 2008 года.
В отчётах были указаны главные причины и дополнительные обстоятельства, которые привели к столкновению самолётов:
- В отчёте CENIPA указывалось, что к катастрофе привели ряд ошибок авиадиспетчеров и пилотов борта N600XL, которые, возможно, совершали полёт с выключенным транспондером. Срабатывание сигнализации о приближении Boeing 737 могло бы предотвратить катастрофу. Также отмечалось, что за несколько минут до столкновения диспетчерский центр пытался связаться с пилотами борта N600XL, однако безрезультатно. Отметка борта N600XL на непродолжительное время пропала с экранов радаров и диспетчеры не могли проследить его маршрут перед столкновением и предпринять необходимые меры.
- Отчёт NTSB частично не совпадал с результатами расследования CENIPA. Представители следственной комиссии NTSB не согласились с бразильскими экспертами, что экипаж борта N600XL допустил серьёзные ошибки, которые привели к катастрофе. Согласно отчёту, виновниками катастрофы являются службы управления воздушным движением, которые позволили рейсу GLO 1907 и борту N600XL следовать на одном эшелоне. Недостаточный контроль воздушного движения и другие «индивидуальные и институциональные ошибки в управлении воздушным движением» привели к тому, что самолёты, оборудованные современными системами автоматизации «Honeywell», столкнулись в воздухе[28].

## Последствия
Пилоты борта N600XL в 2011 году были приговорены бразильским судом к 4 годам и 4 месяцам ограничения свободы каждый. При пересмотре дела в 2012 году эти сроки были уменьшены до 3 лет и 1 месяца.
Один из авиадиспетчеров был приговорён в 2010 году к 14 месяцам заключения. Другой диспетчер был в 2011 году приговорён к исправительным работам.
Уцелевший в столкновении Embraer Legacy 600 был поставлен на хранение в аэропорту Сьерра-ди-Качимбу, 6 мая 2010 года был куплен авиакомпанией Cloudscape Inc., сменил бортовой номер на N965LL, успешно отремонтирован и перегнан в Манаус, с 29 октября 2010 года начал эксплуатироваться. 23 января 2013 года самолёт был куплен мексиканской чартерной авиакомпанией FlyMex и эксплуатируется в ней по сей день, сменив три бортовых номера (XA-MHA, XA-VBB и XA-FLY).

## Культурные аспекты
- Столкновение над Мату-Гросу показано в 5 сезоне 10 серии сериала « Расследование авиакатастроф» под названием «Радиомолчание».
- Также оно показано в американском документальном телесериале от «MSNBC» Почему разбиваются самолёты[англ.] (англ. Why Planes Crash) в серии Столкновения (англ. Collision Course).
- В 2018 году он также был показан в 6 серии 3 сезона документального фильма «Секреты авиакатастрофы» под названием «Полет вслепую».
- В 2007 году бразильский канал Discovery показал документальный фильм о катастрофе «Трагедия рейса 1907» (A Tragédia do Vôo 1907).

## Аналогичные авиакатастрофы
- 9 января 1971 года над Эдисоном столкнулись Boeing 707-323C American Airlines (рейс AA30) и учебная Cessna 150. После столкновения «Сессна» разбилась, а «Боинг», получив повреждения левого крыла, благополучно приземлился в пункте назначения.
- 12 ноября 1996 года над индийским городом Чархи-Дадри столкнулись Boeing-747-168B Saudi Arabian Airlines (рейс SVA763) и Ил-76ТД Kazakhstan Airlines (рейс KZA1907). Оба самолёта летели по таким же траекториям, что и борт N600XL и рейс GLO 1907.